# Ибн Рушд (лунный кратер)
Кратер Ибн Рушд (лат. Ibn-Rushd) — крупный ударный кратер в центральной материковой части видимой стороны Луны. Название присвоено в честь западноарабского философа Ибн Рушда (1126 — 1198) и утверждено Международным астрономическим союзом в 1976 г. 

## Описание кратера
Ближайшими соседями кратера являются кратер Кант на северо-западе; кратер Теофил на востоке; кратер Кирилл на юго-востоке и кратер Тацит на юго-западе. На севере от кратера Ибн Рушд находится пик Пенка, на северо-востоке Залив Суровости, на востоке Море Нектара. Селенографические координаты центра кратера 11°41′ ю. ш. 21°43′ в. д. / 11,69° ю. ш. 21,71° в. д., диаметр 31,1 км, глубина 1160 м.
Кратер имеет полигональную форму и значительно разрушен за время своего существования. Кромка вала сглажена, в южной части вал отмечен несколькими мелкими кратерами и прорезан долинами. Высота вала над окружающей местностью достигает 940 м , объем кратера составляет приблизительно 700 км 3. Дно чаши сравнительно ровное, отмечено несколькими мелкими кратерами, центральный пик отсутствует.
До получения собственного названия в 1976 г. кратер Ибн Рушд именовался сателлитным кратером Кирилл В.

## Сателлитные кратеры
Отсутствуют.

## См.также
- Список кратеров на Луне
- Лунный кратер
- Морфологический каталог кратеров Луны
- Планетная номенклатура
- Селенография
- Минералогия Луны
- Геология Луны
- Поздняя тяжёлая бомбардировка